# Jo-Ann Galbraith
Jo-Ann Galbraith, född 20 februari 1985, är en australisk bågskytt. Hon deltog vid olympiska sommarspelen 2004.